# Różanka (Masyw Śnieżnika)
Różanka (niem. Rosen Berge) – wzniesienie 651 m n.p.m. w południowo-zachodniej Polsce w Sudetach Wschodnich, w Masywie Śnieżnika - Krowiarkach.

## Położenie i charakterystyka
Rozległe kopulaste wzniesienie położone w Sudetach Wschodnich, w północno-zachodniej części Masywu Śnieżnika,  w północno-zachodnim  grzbiecie odchodzącym od Śnieżnika, w północnej części Krowiarek, około 2,0 km, na południowy zachód od miejscowości Trzebieszowice. Położone jest w głównym grzbiecie Krowiarek pomiędzy Grodnikiem na południowym wschodzie a Skałeczną na północnym zachodzie, od którego oddzielona jest niewielkim siodłem. Wzniesienie od południowej strony góruje nad Doliną Białej Lądeckiej. Odchodzą od niego liczne odgałęzienia ku północy i północnemu wschodowi, w stronę Trzebieszowic. Najwyższe wzniesienia w tej części Krowiarek, to Koleba i Prosta. Od południowego zachodu ogranicza ją dolina Piotrówki, od północy w masyw Różanki wcinają się doliny bezimiennych potoków, dopływów Białej Lądeckiej. Na zboczach wśród lasu, występują pojedyncze wapienne skałki. Położenie wzniesienia, kształt i wyraźna część szczytowa, czynią wzniesienie rozpoznawalnym w terenie. 

## Budowa geologiczna
Wzniesienie  zbudowane ze skał metamorficznych, głównie z gnejsów i łupków łyszczykowych należących do metamorfiku Lądka i Śnieżnika.

## Roślinność
Wzniesienie w całości porasta las świerkowy i mieszany regla dolnego, niżej położone partie zbocza zajmują łąki i częściowo pola uprawne. Lokalnie na wzniesieniu występuje roślinność kserotermiczna.

## Turystyka
Południowo-zachodnimi zboczami wzniesienia przechodzi szlak turystyczny
- żółty - z Żelazna na Przełęcz Puchaczówkę.